# Test of Russian as a Foreign Language
Der Test für Russisch als Fremdsprache (TORFL) (russisch Тест по русскому языку как иностранному Test po russkomu jasyku kak inostrannomu oder ТРКИ (deutsch: TRKI)) ist ein Sprachtest der russischen Sprache für Nicht-Muttersprachler. Er dient vorrangig dem Nachweis von Sprachkenntnissen, als Aufnahmekriterium für ein Studium an Universitäten oder dem Erwerb der russischen Staatsbürgerschaft.

## Testformat
Die Niveaustufen des TRKI sind auf den Gemeinsamen Europäischen Referenzrahmen für Sprachen (GeR) abgestimmt. Die TRKI-Zertifikate werden vom russischen Bildungsministerium verliehen und anerkannt und sind unbegrenzt gültig.
Der TORFL-Test besteht aus sechs verschiedenen Stufen:
TEOU / TEL (A1) – Elementarstufe (Элементарный уровень ТЭУ)
Diese Prüfung entspricht der Stufe A1 des Europäischen Referenzrahmens für Sprachen. Der TEOU bestätigt Basiskenntnisse in der Grammatik und im Vokabular sowie die Fähigkeit, in einfachen Alltagssituationen zurechtzukommen.
TBOU / TBL (A2) – Grundstufe (Базовый уровень ТБУ)
Entspricht der Stufe A2 des Europäischen Referenzrahmens für Sprachen. Der TBOU ist ein Nachweis über Basissprachkenntnisse in der Grammatik und im Vokabular sowie über die Fähigkeit, in einfachem gesellschaftlichen und kulturellen Umfeld zu kommunizieren. Dieses Niveau reicht nicht aus, um an russischen Bildungseinrichtungen zu studieren, mit Ausnahme der Vorbereitungsfakultäten (Programme oder Kurse) für Ausländer.
TRKI 1 (B1): Erste Stufe (Первый сертификационный Уровень ТРКИ-1)
Entspricht der Stufe B1 des Gemeinsamen Europäischen Referenzrahmens für Sprachen. TRKI 1 bestätigt gute Kommunikationsfähigkeiten in gesellschaftlichen, kulturellen und beruflichen Situationen sowie entsprechende Grammatik- und Vokabelkenntnisse. Der Besitz eines Zertifikates dieser Stufe ist die Zulassungsvoraussetzung für ein Grundstudium an Hochschulen in Russland.
Wortschatz: 2300
TRKI 2 (B2): Zweite Stufe (Второй сертификационный уровень ТРКИ-2)
Entspricht dem vom Gemeinsamen Europäischen Referenzrahmen für Sprachen festgelegten Niveau B2. Der TRKI 2 bescheinigt sehr gute Kommunikationsfähigkeiten in allen Bereichen sowie das Beherrschen der entsprechenden Grammatik und Vokabeln. Dieses Zertifikat wird verlangt, um ein Hochschulstudium (Bachelor und Master) in Russland absolvieren zu können.
Wortschatz: 6000
TRKI 3 (C1): Dritte Stufe (Третий сертификационный уровень ТРКИ-3)
Entspricht der Stufe C1 des Gemeinsamen Europäischen Referenzrahmens für Sprachen. Der TRKI 3 bestätigt hervorragende Kommunikationsfähigkeiten in allen Bereichen sowie entsprechende Grammatik- und Vokabelkenntnisse. Erlaubt die Berufstätigkeit als Journalist, Diplomat, Ingenieur oder Philologe.
Wortschatz: mehr als 12000
TRKI 4 (C2): Vierte Stufe (Четвёртый сертификационный уровень ТРКИ-4)
Entspricht der Stufe C2 des Europäischen Referenzrahmens für Sprachen. Der TRKI 4 gilt als Nachweis für ausgezeichnete Kommunikationsfähigkeiten und schriftliche Kompetenzen auf dem Niveau von Menschen mit russischer Muttersprache.
Jede Prüfung besteht aus fünf verschiedenen Teilen: Hörverständnis, Lesekompetenz, Lexik und Grammatik, Schreibfertigkeit, mündliches Ausdrucksvermögen. Die Prüfungen aller Niveaustufen dauern jeweils circa 3,5 Stunden. TORFL-Prüfungen werden vor Ort in Russland, weltweit an verschiedenen zertifizierten Testzentren sowie online angeboten.

## Internationale Anerkennung
Der TORFL wurde seit dem Beitritt Russlands im Jahr 2002 von der Association of Language Testers in Europe (ALTE) anerkannt, im Jahr 2024 ist Russland jedoch kein assoziiertes Mitglied der ALTE. Die russische Sprache ist weiterhin als Teil der Sprachabteilung der ALTE aufgeführt.